# Fackelliljesläktet
Fackelliljesläktet (Kniphofia) är ett växtsläkte i familjen afodillväxter, som beskrevs av Conrad Moench. Enligt Catalogue of Life ingår Fackelliljor i familjen grästrädsväxter, men enligt Dyntaxa är tillhörigheten istället familjen grästrädsväxter.
Släktet innehåller cirka 70 arter och förekommer naturligt i östra och södra Afrika, en art förekommer på Arabiska halvön och en på Madagaskar. Några arter kan odlas som prydnadsväxter i sydligaste Sverige.

## Bildgalleri

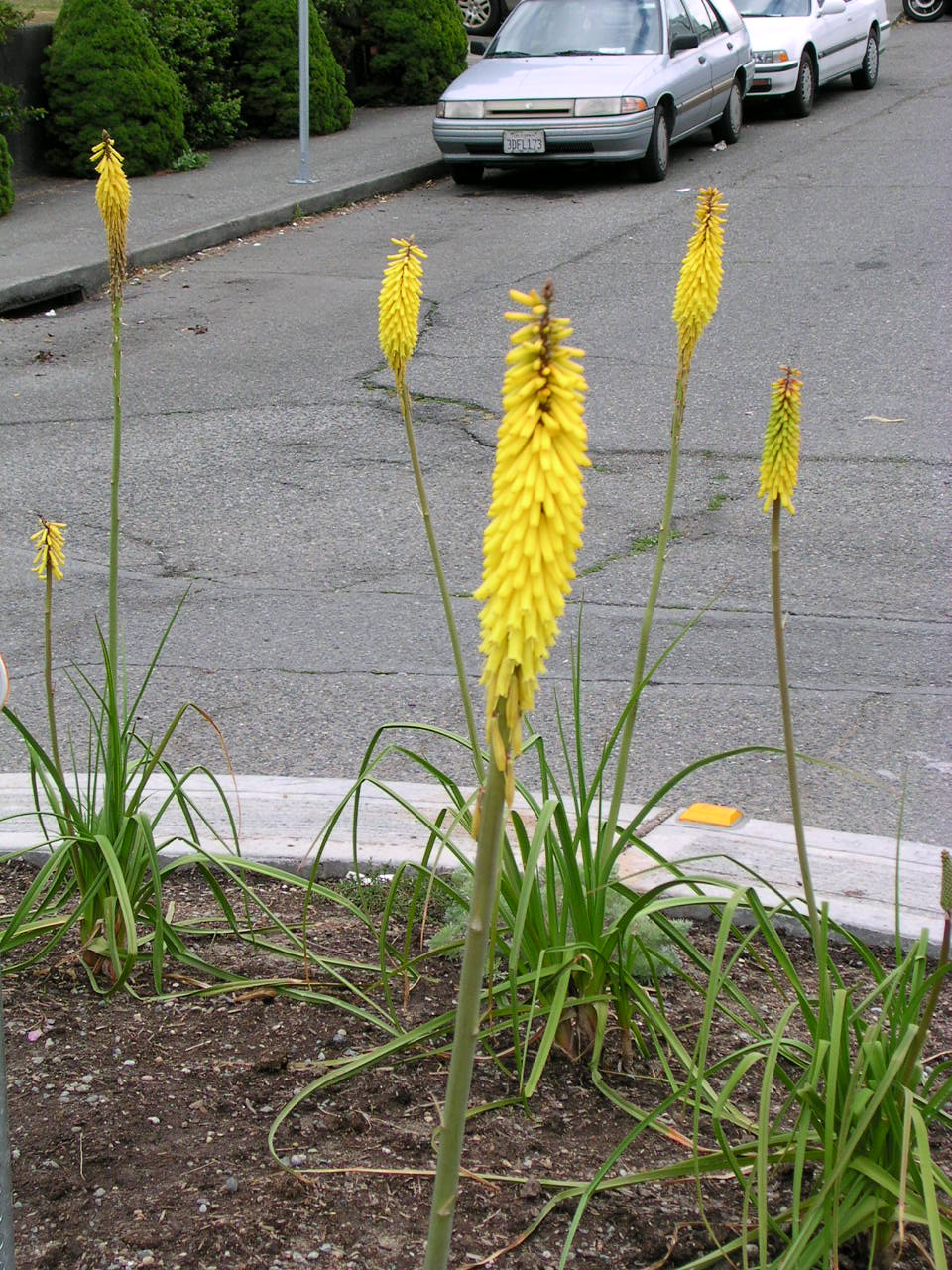
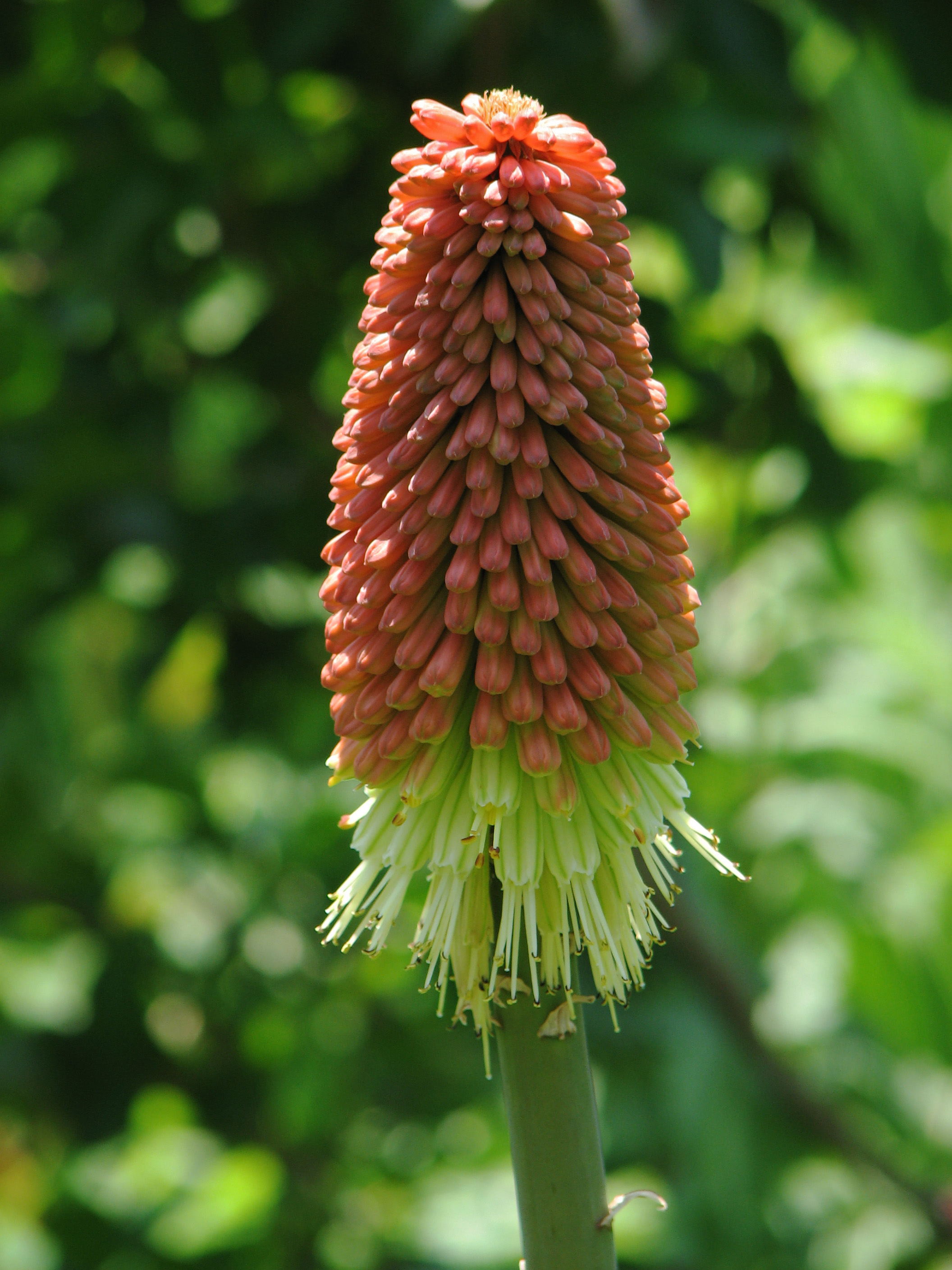
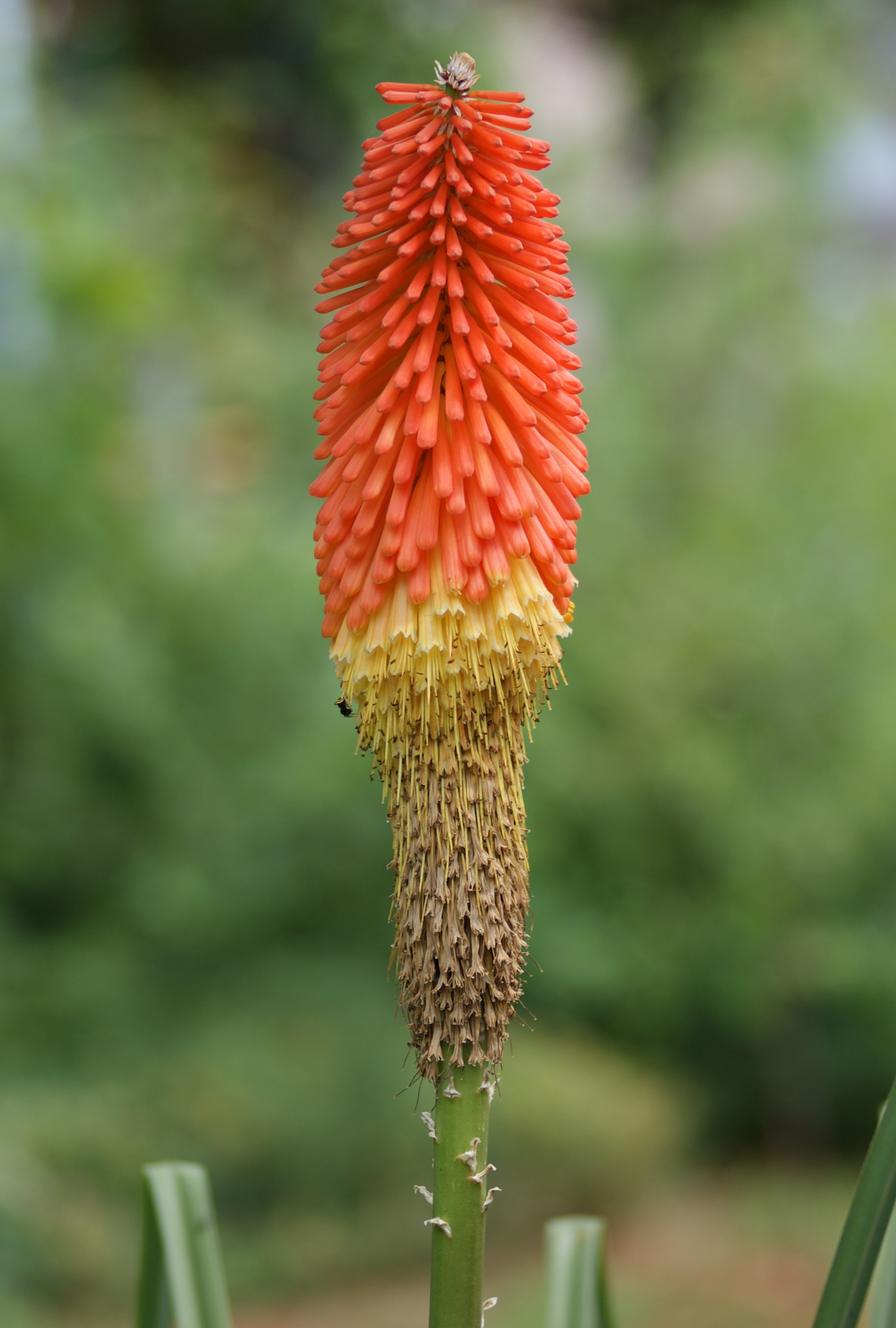
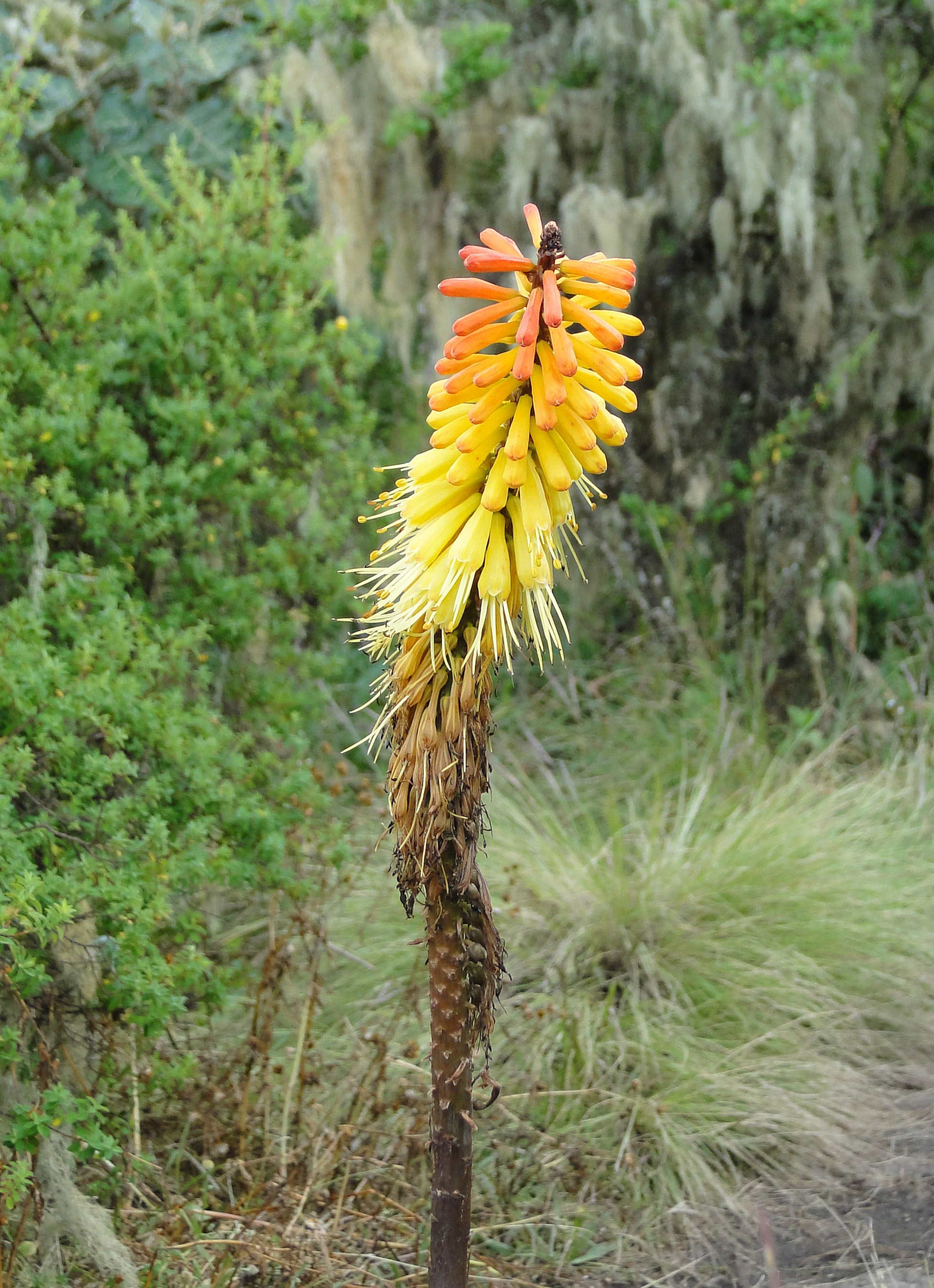

## Dottertaxa till Fackelliljor, i alfabetisk ordning[1][3]
- Kniphofia acraea
- Kniphofia albescens
- Kniphofia albomontana
- Kniphofia angustifolia
- Kniphofia ankaratrensis
- Kniphofia baurii
- Kniphofia benguellensis
- Kniphofia bequaertii
- Kniphofia brachystachya
- Kniphofia breviflora
- Kniphofia bruceae
- Kniphofia buchananii
- Kniphofia caulescens
- Kniphofia citrina
- Kniphofia coddiana
- Kniphofia coralligemma
- Kniphofia crassifolia
- Kniphofia drepanophylla
- Kniphofia dubia
- Kniphofia ensifolia
- Kniphofia erythraeae
- Kniphofia evansii
- Kniphofia fibrosa
- Kniphofia flammula
- Kniphofia fluviatilis
- Kniphofia foliosa
- Kniphofia galpinii
- Kniphofia goetzei
- Kniphofia gracilis
- Kniphofia grantii
- Kniphofia hildebrandtii
- Kniphofia hirsuta
- Kniphofia ichopensis
- Kniphofia insignis
- Kniphofia isoetifolia
- Kniphofia latifolia
- Kniphofia laxiflora
- Kniphofia leucocephala
- Kniphofia linearifolia
- Kniphofia littoralis
- Kniphofia marungensis
- Kniphofia mulanjeana
- Kniphofia multiflora
- Kniphofia nana
- Kniphofia northiae
- Kniphofia nubigena
- Kniphofia pallidiflora
- Kniphofia paludosa
- Kniphofia parviflora
- Kniphofia pauciflora
- Kniphofia porphyrantha
- Kniphofia praecox
- Kniphofia princeae
- Kniphofia pumila
- Kniphofia reflexa
- Kniphofia reynoldsii
- Kniphofia rigidifolia
- Kniphofia ritualis
- Kniphofia rooperi
- Kniphofia sarmentosa
- Kniphofia schimperi
- Kniphofia splendida
- Kniphofia stricta
- Kniphofia sumarae
- Kniphofia tabularis
- Kniphofia thodei
- Kniphofia thomsonii
- Kniphofia triangularis
- Kniphofia typhoides
- Kniphofia tysonii
- Kniphofia umbrina
- Kniphofia uvaria